# بتسنوایلر
بتسنوایلر (به آلمانی: Betzenweiler) یک شهر در آلمان است که در Biberach واقع شده‌است. بتسنوایلر ۷۲۲ نفر جمعیت دارد.